# Deltochilum pseudoparile
Deltochilum pseudoparile là một loài bọ cánh cứng trong họ Bọ hung (Scarabaeidae).